# Chiesa della Beata Vergine Assunta (Ballabio)
La chiesa Santa Maria Assunta è la parrocchiale di Ballabio Superiore, frazione del comune sparso di Ballabio, in provincia di Lecco e arcidiocesi di Milano; fa parte del decanato di Lecco.

## Storia
Già nel XIII secolo risultava esistente un luogo di culto dedicato alla Beata Vergine Assunta; il 10 maggio 1412, con un decreto arcivescovile, la chiesa fu eretta a parrocchiale, affrancandosi così dalla pieve matrice di Lecco.
Nel 1566 l'arcivescovo Carlo Borromeo visitò la chiesa; nel 1608 l'arcivescovo Federico Borromeo, durante la sua visita pastorale, rilevò che il portico posto sul lato sinistro era stato demolito.
L'edificio venne interessato da un rimaneggiamento in stile barocco nel XVIII secolo; dalla relazione della visita pastorale del 1746 dell'arcivescovo Giuseppe Pozzobonelli s'apprende che la parrocchiale, in cui aveva sede il sodalizio della Beata Maria Vergine del Rosario, aveva come filiali gli oratori di San Giuseppe, di San Lorenzo in Ballabio Inferiore e di San Giovanni Battista e che i fedeli ammontavano a 592.
Nell'Ottocento fu aggiunto sul lato settentrionale il corpo che andò ad occupare lo spazio in cui fino a due secoli innanzi sorgeva il portichetto; nel 1897 l'arcivescovo Andrea Carlo Ferrari, in occasione la sua visita, trovò che la parrocchiale della Beata Vergine Assunta, da cui dipendeva la chiesa di San Lorenzo di Ballabio Inferiore, era sede delle confraternite del Santissimo Sacramento e del Santissimo Rosario.
Nel 1954 le pareti del presbiterio vennero in parte sventrate sì da avere maggiore spazio per i fedeli e nel anni sessanta furono condotti degli interventi di intonacatura e di rifacimento del pavimento; nel 1968, in ossequio delle norme postconciliari, si procedette all'aggiunta della mensa rivolta verso l'assemblea.
Nel 1972, con la riorganizzazione territoriale dell'arcidiocesi voluta dal cardinale Giovanni Colombo, la parrocchia entrò a far parte del decanato di Lecco, nato dalla trasformazione del precedente omonimo vicariato.

## Descrizione

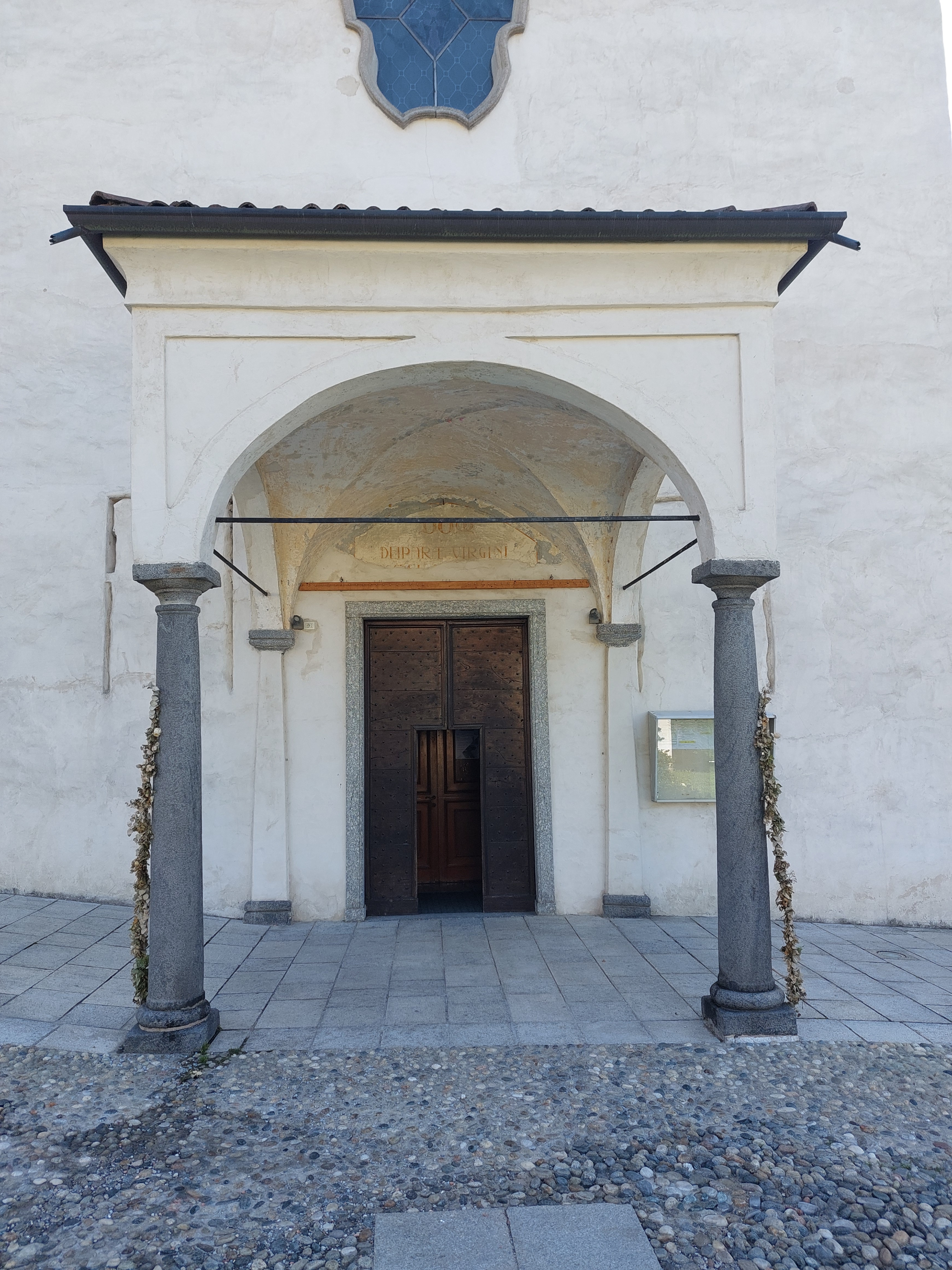
Il protiro

### Esterno
La facciata a salienti della chiesa, rivolta a occidente e preceduta dal protiro sorretto da due colonne, presenta al centro il portale d'ingresso e sopra una finestra mistilinea; l'ala laterale destra è caratterizzata da una finestrella e dall'ingresso al portichetto, mentre quella sinistra unicamente da una finestrella.
Annesso alla parrocchiale è il campanile a pianta quadrata, la cui cella presenta su ogni lato una monofora a tutto sesto ed è coperto dal tetto a quattro falde.

### Interno
L'interno dell'edificio si compone di un'unica navata, sulla quale si affacciano le cappelle laterali introdotte da archi a tutto sesto e le cui pareti sono scandite da lesene sorreggenti la trabeazione modanata e aggettante sopra la quale si impostano le volte affrescate; al termine dell'aula si sviluppa il presbiterio, rialzato di alcuni gradini, ospitante l'altare maggiore e chiuso dalla parete di fondo piatta.